# Kassina lamottei
Kassina lamottei là một loài ếch trong họ Hyperoliidae.
Loài này có ở Bờ Biển Ngà, có thể Guinea, và có thể Liberia.
Các môi trường sống tự nhiên của chúng là các khu rừng ẩm ướt đất thấp nhiệt đới hoặc cận nhiệt đới và đầm nước ngọt có nước theo mùa. Loài này đang bị đe dọa do mất môi trường sống.